# Picchuia pungens
Picchuia pungens är en insektsart som beskrevs av Rauno E. Linnavuori och Delong 1979. Picchuia pungens ingår i släktet Picchuia och familjen dvärgstritar. Inga underarter finns listade i Catalogue of Life.